# Stress (Kartenspiel)
Stress ist ein schnelles Kartenspiel für zwei Personen.
Es wird mit doppeltem Satz Karten gespielt; das heißt, die Werte 2 bis 10 sowie Bube, Dame, König und Ass tauchen in den Farben Karo, Herz, Pik und Kreuz doppelt auf.

## Der Spielverlauf

### Grundsätzliche Spielvorbereitung
Ziel des Spieles ist es, alle Karten loszuwerden. Die Spieler sitzen einander gegenüber. Jeder Mitspieler erhält die 52 Karten eines Satzes. Die Karten werden gemischt und jeder Spieler legt vier Karten sichtbar vor sich aus.

### Karten auflegen
Die restlichen 48 Karten behält er als Stapel in der einen Hand. Mit der anderen Hand (es darf nur mit dieser gespielt werden) halten beide Spieler in der Tischmitte verdeckt je eine Karte hin und drehen diese gleichzeitig (auf Kommando) um.

### Karten ablegen
Auf diese beiden nun in der Mitte aufgedeckten Karten dürfen nun beide Spieler so schnell wie möglich jeweils eine Karte nach der anderen von ihren eigenen vier aufgedeckten Karten ablegen, wobei der Wert der abgelegten Karte jeweils eins höher oder niedriger sein muss. Die Farben sind egal. Wenn beide Spieler gleichzeitig eine Karte ablegen können, obsiegt der, welcher schneller ist und seine Karte als Erster platziert hat. Der langsamere Spieler muss seine Karte zurücknehmen.
Beispiel: Auf „8“ kann „9“ und „7“ gelegt werden, auf „Ass“ sowohl „König“ als auch „2“.

### Spielkarten ergänzen
Nachdem der Spieler eine seiner Karten von den Vieren in die Mitte abgelegt hat, darf er aus dem Stapel in seiner Hand die Karten vor sich wieder auf vier auffüllen. Er kann jedoch auch – wenn die Reihe passt – zuvor eine weitere Karte in der Mitte ablegen und erst danach aus dem Stapel in seiner Hand die Karten vor sich ergänzen.

### Stress
Wenn beide Stapel in der Mitte den gleichen Wert zeigen, müssen die Spieler laut „Stress“ rufen. Der Spieler, welcher dies vergisst oder langsamer ist, erhält als Strafe beide Stapel in der Tischmitte, welche er zu seinen Karten in der Hand dazumischen muss.

### Weiter Karten auflegen
Wenn keine Züge mehr möglich sind, oder ein Spieler einen möglichen Zug nicht wahrnehmen will, nehmen beide Spieler jeweils die oberste Karte ihrer Hand und halten diese verdeckt über jeweils einen Stapel in der Tischmitte. Gleichzeitig drehen sie ihre Karte um, und das Spiel beginnt von neuem.
Falls ein Spieler alle seine Karten aus der Hand bereits gespielt hat und es notwendig ist weitere Karten aufzulegen, nimmt er eine Karte verdeckt aus der Hand des Gegenspielers und verwendet diese zum Spiel.

## Ende und Wertung
Das Spiel endet, wenn ein Spieler alle seine Karten gespielt hat. Falls gewünscht können die Karten des Verlierers gezählt und als Punkte angeschrieben werden.

## Varianten

### Einfacher Kartensatz
Die schnellere in der Schweiz verbreitete Variante wird mit einem Jass-Kartensatz (36 Karten, von 6 bis Ass) gespielt.
Ziel:
Es wird auf 5 Siege gespielt.
Stress:
Da es bei dieser Variante sehr schnell geht und derjenige, der die entscheidende Karte für den Stress legt, einen großen Vorteil hat, kann man einen Stress stoppen. Dies erreicht man, indem man auf die potentielle Stress-Karte des Gegenüber zeigt und man sagt: „wenn du diese Karte legst, ist es Stress“. Sollte der Spieler nun diese Karte legen, geht das Spiel ohne Strafe weiter.
Bei falscher Nennung eines Stresses bleibt dies für den Rufer folgenlos.
Ablegen der Karten:
Es wird ebenfalls mit 4 offenen Karten, die während des Spiels ergänzt werden, gespielt. Es ist verboten, mit 2 Händen gleichzeitig Karten auf die Stapel zu legen. Es ist auch nicht erlaubt, mehr als eine Karte auf einmal in die Mitte zu legen.
Ende:
Der Spieler der die letzte Karte gelegt hat, ruft: „Sieg!“. Damit beendet er das Spiel und ist Sieger dieser Runde. Weiter ist ab diesem Zeitpunkt auch die Nennung eines Stresses nicht mehr möglich.

Variante für Skat-Spieler:
Falls nur ein einfacher Kartensatz vorhanden ist, kann auch mit diesem gespielt werden. Es empfiehlt sich dann jedoch, nur mit einem Skatblatt (32 Karten, von „7“ bis „Ass“) zu spielen und statt vier nur drei Karten offen vor sich aufzudecken.

### Joker
Es werden zum Spiel zwei oder mehr Joker dazugenommen. Diese können einen beliebigen Wert annehmen, d. h., jedes Mal, wenn ein Joker gespielt wird, kann „Stress“ gerufen werden.

### Klopfen
Damit eindeutig feststeht, wer als Erster „Stress“ gerufen hat, muss gleichzeitig mit der flachen Hand in die Tischmitte (über die beiden Stapel) geklopft werden. Derjenige, dessen Hand auf die Hand des Gegners klopft, war langsamer und hat den Stress verloren. Er muss nun die Karten der Stapel in seine Hand aufnehmen.

### Strafen
Ruft ein Spieler aus Versehen „Stress“, muss er als Strafe ebenfalls die Stapel aufnehmen.

### Stapel
Falls ein Spieler mehrere Karten mit demselben Wert „spielbereit“ hat, darf er diese gleichzeitig ablegen.

### Verändertes Kartenblatt
Diese Variante wird mit den gleichen Regeln gespielt, allerdings wird mit einem Doppelkopf-Blatt gespielt (9 10 Bube Dame König Ass, alle Karten in allen Farben doppelt). Durch das Verändern des Kartenblatts wird der „Stressfaktor“ erhöht.